# Nicolaas Govert de Bruijn
Nicolaas Govert (Dick) de Bruijn, född den 9 juli 1918 i Haag, Nederländerna, död den 17 februari 2012 i Nuenen, var en holländsk matematiker. Vid sin död var han professor emeritus i matematik vid Technische Universiteit Eindhoven och främst känd för sina många bidrag inom analys, talteori, kombinatorik och logik.

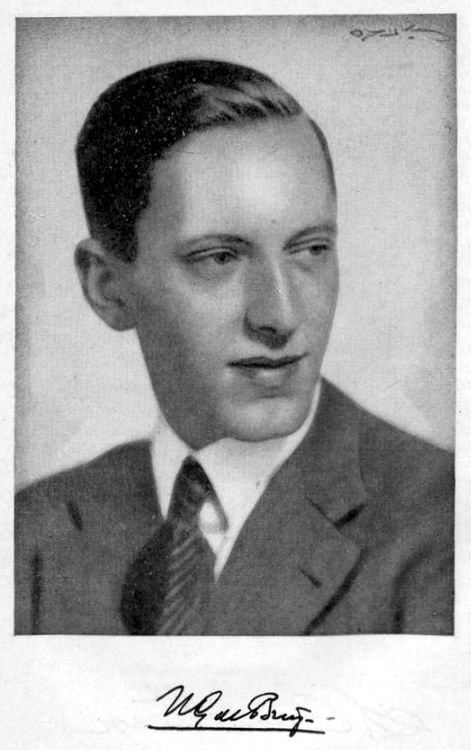
Prof. dr. N. G. de Bruyn, 1947

## Biografi
De Bruijn gick i grundskolan i Haag mellan 1924 och 1930 och gymnasiet fram till 1934. Han började studera matematik vid Leiden University 1936 men hans studier avbröts av andra världskrigets utbrott 1939. Han blev assistent på heltid vid matematiska institutionen vid Teknologiska universitetet i Delft i september 1939 medan han samtidigt fortsatte sina studier. Han avslutade sin grundutbildning vid universitetet i Leiden 1941 och avlade doktorsexamen 1943 vid Vrije Universiteit Amsterdam med avhandlingen "Over modulaire vormen van meer veranderlijken" framställd under handledning av Jurjen Ferdinand Koksma.
Från juni 1944 var han en konsulterande forskare vid Philips Research Laboratories i Eindhoven.
de Bruijn gifte sig med Elizabeth de Groot den 30 augusti 1944. Paret fick fyra barn: Jorina Aleida (född den 19 januari 1947), Frans Willem (född 13 april 1948), Elisabeth (född 24 november 1950) och Judith Elizabeth (född 31 mars 1963).
De Bruijn började sin akademiska karriär vid Amsterdams universitet, där han var professor i matematik från 1952 till 1960. År 1960 flyttade han till tekniska universitetet Eindhoven där han var professor i matematik fram till sin pensionering 1984.
År 1957 utsågs han till ledamot av Royal Netherlands Academy of Arts and Sciences. Han adlades med Orden av det nederländska lejonet. 

## Vetenskapligt arbete
De Bruijn täckte många områden av matematik. Han är särskilt känd för:
- upptäckten av de Bruijn-sekvensen,
- att upptäcka en algebraisk teori för Penrosetesselation och, mer allmänt, att upptäcka "projektionen" och "multigrid"-metoder för att konstruera quasiperiodiska tilings,[14][15]
- de Bruijn–Newman-konstanten,
- de Bruijn–Erdős-satsen, i grafteori,
- en annan sats med samma namn: De Bruijn–Erdős-satsen, i infallsgeometri,
- BEST-satsen i grafteori, och
- De Bruijn index.

Han skrev en av standardböckerna i avancerad asymptotisk analys (De Bruijn, 1958).
I slutet av sextiotalet utvecklade han automatspråket för att representera matematiska bevis, så att de kunde verifieras automatiskt (automatiserad satskontroll). Strax före sin död hade han arbetat med modeller för den mänskliga hjärnan.